# Rattus Norvegicus (album)
Rattus Norvegicus è il primo album in studio del gruppo britannico The Stranglers, pubblicato nel 1977.

## Tracce
1. Sometimes - 4:55
2. Goodbye Toulouse - 3:17
3. London Lady - 2:33
4. Princess of the Streets - 4:38
5. Hanging Around - 4:27
6. Peaches - 4:08
7. (Get A) Grip (On Yourself) - 4:02
8. Ugly - 4:08
9. Down in the Sewer - 7:58

## Formazione
- Hugh Cornwell - chitarra, voce (nelle tracce 1, 2, 5, 6, 7, 9) e cori
- Jean-Jacques Burnel - basso, voce (nelle tracce 3, 4, 8) e cori
- Jet Black - batteria
- Dave Greenfield - tastiere (Hammond L100 Organ, Hohner Cembalet electric piano, Minimoog synthesizer e cori
- Eric Clarke - sassofono in Grip